# Yossi & Jagger – Eine Liebe in Gefahr
Yossi & Jagger – Eine Liebe in Gefahr (hebräisch יוסי וג'אגר) ist ein israelischer Film über die Liebe zweier israelischer Soldaten von Regisseur Eytan Fox aus dem Jahr 2002.

## Handlung
Ein Zug israelischer Soldaten tut Dienst an der Grenze zum Libanon. Zugführer ist der umsichtige und wortkarge Oberleutnant Yossi, sein Stellvertreter „Jagger“ ist ein lebenslustiger junger Leutnant und eigentlich Yossis genaues Gegenteil. Eine Soldatin im Zug ist verliebt in ihn und niemand ahnt, dass er und Yossi ein Liebespaar sind. Obwohl bei den Israelischen Streitkräften Homosexualität an sich kein Problem mehr ist, würde eine Beziehung unter zwei Offizieren der gleichen Einheit unweigerlich zur Auseinanderversetzung der beiden führen, da durch den Einsatz in einer Einheit ihre Urteilsfähigkeit beeinträchtigt werden könnte. Deswegen versuchen die beiden, dies bis zum Ende ihrer Dienstzeit zu verheimlichen. Nachdem ein Oberstleutnant Yossis Zug mit einer gefährlichen Mission beauftragt, feiert die Einheit vor dem Einsatz noch ein ausgelassenes Fest. Die Patrouille wartet die ganze Nacht in einem Hinterhalt vergebens auf Terroristen und erhält schließlich den Befehl zum Rückzug. Erst da merken die Soldaten, dass sie selbst in einen Hinterhalt geraten sind: Eine Mine explodiert und tötet Jagger. Yossi darf seinen Schmerz nicht zeigen und muss gemeinsam mit Kameraden Jaggers Eltern die Nachricht vom Tod des Sohnes überbringen.

## Kritiken
- „Ein toller Film, der beweist: Weniger ist mehr!“ (Los Angeles Times)[2]
- „Eine zärtliche, traurige Liebesgeschichte, mit einem bisher nie gezeigten Blick auf das israelische Militär: kein Heldenpathos, sondern Routine, Todesangst, Macht, Sex und die Sehnsucht nach kleinen Hoffnungsschimmern. (…) Schon wegen der wunderbaren Schauspieler und der Musik lohnt sich das Ansehen.“ (ZDF)[3]
- „kleine, persönliche Tragödien in einer großen, politischen“ (Berliner Morgenpost)[4]

## Auszeichnungen
Der Film wurde mit zahlreichen Preisen prämiert, u. a.:
- Torino International Gay & Lesbian Film Festival – Best Feature Film (2003) Bester Spielfilm[5]
- Publikumspreis beim Milan International Gay & Lesbian Film Festival (2003)[6]
- Ohad Knoller als bester Darsteller beim Tribeca Film Festival (2003)[7]
- Eröffnungsfilm beim Verzaubert International Queer Filmfestival (2003)[8]

## Sonstiges
Der Film hatte trotz seines Themas viel Erfolg in Israel. Yehuda Levi, der Jagger spielt, ist in Israel als Star der Seifenoper Lechayey Ha'ahava und Teenieschwarm bekannt. Als Grundlage für die Hitsingle zum Film, Your Soul diente ein bekannter Schlager der israelischen Popikone Rita.
Der Fortsetzungsfilm Yossi (2012) (mit demselben Schauspieler) 10 Jahre danach reflektiert die voranschreitende Liberalisierung im Umgang mit sexuellen Minderheiten in der israelischen Armee.